# Robert Beugré Mambé
Robert Beugré Mambé (Dabou, 1 de enero de 1952) es un ingeniero civil y político marfileño, primer ministro de Costa de Marfil desde el 18 de octubre de 2023. De 2011 a 2023, fue el gobernador del Distrito Autónomo de Abiyán.

## Biografía
Se educó en Abiyán en la École nationale supérieure des travaux publics y en París en el Centre des hautes études de la construction y en la École nationale des ponts et chaussées, donde obtuvo el título de ingeniero civil.
Fue el jefe de la Oficina Central de Estudios de Técnicas de Costa de Marfil y más tarde fue presidente de la comisión electoral del país.

### Vida política
En abril de 2011, fue nombrado gobernador del Distrito Autónomo de Abiyán. El 16 de octubre de 2023, fue nombrado  primer ministro de Costa de Marfil.